# ФК „Пиемонт“
Футболен клуб „Пиемонт“ е италиански футболен отбор от град Торино. Клубът е основан на 1 септември 1907 г. Той прекарва 5 сезона в най-горното ниво на италианския футбол. Четирима футболисти на отбора получават повиквателна за националния отбор на Италия. През 1914 г. клубът прекъсва своето съществуване, когато първенството е отложено заради започването на Първата световна война.